# Dorcadion multimaculatum
Dorcadion multimaculatum är en skalbaggsart som beskrevs av Maurice Pic 1932. Dorcadion multimaculatum ingår i släktet Dorcadion och familjen långhorningar. Inga underarter finns listade i Catalogue of Life.